# A.C.F. Brescia Calcio Femminile 2021-2022
Questa voce raccoglie le informazioni riguardanti l'A.C.F. Brescia Calcio Femminile Società Sportiva Dilettantistica nelle competizioni ufficiali della stagione 2021-2022.

## Stagione
La stagione 2021-2022 si apre con alcune importanti novità a livello dirigenziale, mutando profondamente la struttura sia a livello amministrativo, con lo storico presidente Giuseppe Cesari che lascia l'incarico a Clara Gorno, che nel settore tecnico, con Simone Bragantini che lascia la panchina al subentrato Elio Garavaglia, già tecnico di Mozzanica, Lesmo e Como.
Alla seconda stagione dopo il ritorno del Brescia in Serie B, secondo livello del campionato italiano femminile di calcio, la squadra dimostra un buon livello di competitività, non lasciando mai la parte alta della classifica nelle prime fasi del campionato.
In Coppa Italia, inserita nel triangolare 6 con due squadre di Serie A, pur dimostrando di possedere un livello tecnico all'altezza delle avversarie, il suo percorso si ferma già alle prime fasi eliminatorie, raggiunto in zona Cesarini dalla Lazio, che riesce a pareggiare per 1-1, e battuto 2-0 dalla Fiorentina.

## Organigramma societario
Da sito societario.
Area amministrativa
- Presidente: Clara Gorno
- Direttore generale: Piero Sbaraini

Area tecnica
- Allenatore: Elio Garavaglia
- Vice allenatore: Leo Giordano
- Preparatore dei portieri: Giorgio Negro
- Preparatore atletico: Emiliano Giuffrida
- Medico sociale: Mattia Manetta
- Fisioterapisti: Stefano Ferrari, Giulia Zanola

## Rosa
Rosa, ruoli e numeri di maglia tratti dal sito ufficiale, aggiornati al 29 dicembre 2021.
| N. |                   | Ruolo | Calciatrice                 |
| -- | ----------------- | ----- | --------------------------- |
| 1  | Italia (bandiera) | P     | Lia Lonni                   |
| 3  | Italia (bandiera) | D     | Benedetta Maroni            |
| 4  | Italia (bandiera) | C     | Laura Ghisi                 |
| 6  | Italia (bandiera) | D     | Chiara Viscardi             |
| 7  | Italia (bandiera) | A     | Veronique Brayda (capitano) |
| 8  | Italia (bandiera) | C     | Chiara Barcella             |
| 9  | Italia (bandiera) | A     | Giorgia Pellegrinelli       |
| 10 | Italia (bandiera) | C     | Claudia Saggion             |
| 11 | Italia (bandiera) | C     | Cristina Merli              |
| 13 | Italia (bandiera) | P     | Silvia Monaci               |
| 14 | Italia (bandiera) | D     | Elisa Galbiati              |
| 16 | Italia (bandiera) | P     | Roberta Ballabio            |

| N. |                   | Ruolo | Calciatrice          |
| -- | ----------------- | ----- | -------------------- |
| 17 | Italia (bandiera) | D     | Laura Perin          |
| 18 | Italia (bandiera) | A     | Luana Merli          |
| 19 | Italia (bandiera) | D     | Giulia Asta          |
| 20 | Svezia (bandiera) | A     | Jenny Hjohlman       |
| 21 | Italia (bandiera) | A     | Gaia Farina          |
| 22 | Italia (bandiera) | A     | Sofia Pasquali       |
| 23 | Italia (bandiera) | C     | Serena Magri         |
| 24 | Italia (bandiera) | A     | Camilla Tengattini   |
| 29 | Italia (bandiera) | D     | Letizia Canobbio     |
| 30 | Italia (bandiera) | C     | Gaia Bianchi         |
| 31 | Italia (bandiera) | C     | Giulia Lumina        |
|    | Italia (bandiera) | C     | Maddalena Porcarelli |

## Calciomercato

### Sessione estiva(dal 1º luglio al 2 settembre)
| Acquisti | Acquisti              | Acquisti      | Acquisti    |
| R.       | Nome                  | da            | Modalità    |
| -------- | --------------------- | ------------- | ----------- |
| P        | Lia Lonni             | Orobica       | in prestito |
| P        | Silvia Monaci         | Orobica       | [ 7 ]       |
| P        | Roberta Ballabio      | Sedriano      | [ 8 ]       |
| D        | Giulia Asta           | Orobica       | [ 9 ]       |
| D        | Benedetta Maroni      | Roma CF       | [ 10 ]      |
| D        | Laura Perin           | Verona        | [ 11 ]      |
| C        | Claudia Saggion       | Padova        | in prestito |
| A        | Jenny Hjohlman        | Napoli        | [ 13 ]      |
| A        | Giorgia Pellegrinelli | Riozzese Como | [ 14 ]      |

| Cessioni | Cessioni           | Cessioni    | Cessioni   |
| R.       | Nome               | a           | Modalità   |
| -------- | ------------------ | ----------- | ---------- |
| P        | Sara Cogoli        |             |            |
| P        | Aurora Gilardi     | Roma        |            |
| P        | Giulia Meleddu     | Cortefranca | svincolata |
| D        | Denise Brevi       | Cortefranca |            |
| D        | Federica Parsani   |             | svincolata |
| D        | Michela Verzeletti | Lumezzane   |            |
| C        | Mara Assoni        | Cortefranca |            |
| C        | Vanessa Lazzari    | Orobica     |            |
| C        | Angela Locatelli   | Lumezzane   |            |
| C        | Chiara Pedemonti   |             | svincolata |
| C        | Karin Previtali    | Lumezzane   |            |
| A        | Mirella Capelloni  |             | svincolata |
| A        | Valentina Colombo  | Riccione    |            |
| A        | Alessia Martino    |             | svincolata |
| A        | Chiara Massussi    | Lumezzane   |            |
| A        | Camilla Ronca      |             | svincolata |

### Sessione invernale
| Acquisti | Acquisti             | Acquisti | Acquisti   |
| R.       | Nome                 | da       | Modalità   |
| -------- | -------------------- | -------- | ---------- |
| C        | Maddalena Porcarelli | Napoli   | definitivo |

| Cessioni | Cessioni              | Cessioni   | Cessioni   |
| R.       | Nome                  | a          | Modalità   |
| -------- | --------------------- | ---------- | ---------- |
| A        | Giorgia Pellegrinelli | Cittadella | definitivo |

## Risultati

### Serie B

#### Girone di andata
| Arbitro: | Duzel (Castelfranco Veneto) |

|                          |           |                                    |
| Saggion 72’ L. Merli 82’ | Marcatori | 46’ (rig.) Barbaresi 74’ Distefano |

| Arbitro: | Sassano (Padova) |

|  |           |                     |
|  | Marcatori | 21’ (rig.) L. Merli |

| Arbitro: | Zago (Conegliano) |

|  |           |          |
|  | Marcatori | 87’ Asta |

| Arbitro: | Moncalvo (Collegno) |

|              |           |  |
| C. Merli 60’ | Marcatori |  |

| Arbitro: | Muccignato (Pordenone) |

|                                  |           |                      |
| Boni 27’ Peretti 29’ Marenić 76’ | Marcatori | 5’ L. Merli 23’ Asta |

| Arbitro: | Bouabid (Collegno) |

|              |           |                                          |
| Barbieri 14’ | Marcatori | 43’ Hjohlman 75’ C. Merli 90+3’ Galbiati |

| Arbitro: | Marin (Portogruaro) |

|                     |           |              |
| Milan 55’ Ferin 86’ | Marcatori | 60’ C. Merli |

| Arbitro: | Zago (Conegliano) |

|                                |           |  |
| C. Merli 48’ L. Merli 55’, 61’ | Marcatori |  |

| Arbitro: | Robilotta (Sala Consilina) |

|                          |           |                   |
| Di Bari 27’ Gelmetti 47’ | Marcatori | 78’, 88’ L. Merli |

| Arbitro: | Gandino (Alessandria) |

|                                     |           |             |
| Brayda 3’ Hjohlman 13’ L. Merli 33’ | Marcatori | 40’ Orlando |

| Arbitro: | Papale (Torino) |

|  |           |              |
|  | Marcatori | 24’ Pasquali |

| Arbitro: | Cappai (Cagliari) |

|                                |           |  |
| C. Merli 17’, 62’ Hjohlman 75’ | Marcatori |  |

| Arbitro: | Monesi (Crotone) |

|  |           |              |
|  | Marcatori | 36’ L. Merli |

#### Girone di ritorno
| Arbitro: | Pistarelli (Fermo) |

|                            |           |              |
| Burbassi 52’ Barbaresi 79’ | Marcatori | 22’ L. Merli |

| Arbitro: | Mirri (Savona) |

|                                       |           |                        |
| Pasquali 10’, 59’ L. Merli 88’ (rig.) | Marcatori | 18’ Bassano 67’ Peddio |

| Arbitro: | Bonomo (Collegno) |

|                             |           |           |
| Brayda 33’ Porcarelli 90+3’ | Marcatori | 89’ Hilaj |

| Arbitro: | Kovacevic (Arco Riva) |

|  |           |            |
|  | Marcatori | 89’ Brayda |

| Arbitro: | Selva (Alghero) |

|            |           |  |
| Brayda 60’ | Marcatori |  |

| Arbitro: | Palmieri (Conegliano) |

|            |           |           |
| Piazza 64’ | Marcatori | 23’ Ghisi |

| Arbitro: | Bortolussi (Nichelino) |

|              |           |  |
| L. Merli 62’ | Marcatori |  |

| Arbitro: | Tona Mbei (Cuneo) |

|           |           |                |
| Mauri 87’ | Marcatori | 45+1’ C. Merli |

| Arbitro: | Manedo Mazzoni (Prato) |

|                                        |           |                  |
| L. Merli 33’ (rig.) Di Bari 60’ (aut.) | Marcatori | 49’ Strisciuglio |

| Arbitro: | Maione (Ercolano) |

|  |           |                                |
|  | Marcatori | 33’, 49’ Brayda 75’, 89’ Magri |

| Arbitro: | Rossini (Torino) |

|                             |           |                        |
| L. Merli 12’, 29’ Ghisi 17’ | Marcatori | 56’ Martani 82’ Picchi |

| Arbitro: | Saugo (Bassano del Grappa) |

|           |           |                |
| Costa 87’ | Marcatori | 90+5’ L. Merli |

| Arbitro: | Frazza (Schio) |

|                                                                     |           |              |
| L. Merli 2’, 54’, 68’ Pasquali 10’, 46’ C. Merli 64’ Porcarelli 84’ | Marcatori | 9’ Tarantino |

### Coppa Italia

#### Turno preliminare
| Arbitro: | Lipizer (Verona) |

|              |           |                     |
| L. Merli 36’ | Marcatori | 90+3’ (rig.) Martín |

| Arbitro: | Bortolussi (Nichelino) |

|  |           |                           |
|  | Marcatori | 76’ Piemonte 90’ Sabatino |

## Statistiche

### Statistiche di squadra
| Competizione | Punti | In casa | In casa | In casa | In casa | In casa | In casa | In trasferta | In trasferta | In trasferta | In trasferta | In trasferta | In trasferta | Totale | Totale | Totale | Totale | Totale | Totale | DR  |
| Competizione | Punti | G       | V       | N       | P       | Gf      | Gs      | G            | V            | N            | P            | Gf           | Gs           | G      | V      | N      | P      | Gf     | Gs     | DR  |
| ------------ | ----- | ------- | ------- | ------- | ------- | ------- | ------- | ------------ | ------------ | ------------ | ------------ | ------------ | ------------ | ------ | ------ | ------ | ------ | ------ | ------ | --- |
| Serie B      | 59    | 13      | 12      | 1       | 0       | 34      | 11      | 13           | 6            | 4            | 3            | 18           | 12           | 26     | 18     | 5      | 3      | 52     | 23     | +29 |
| Coppa Italia | -     | 2       | 0       | 1       | 1       | 1       | 3       | -            | -            | -            | -            | -            | -            | 2      | 0      | 1      | 1      | 1      | 3      | -2  |
| Totale       | -     | 15      | 12      | 2       | 1       | 35      | 14      | 13           | 6            | 4            | 3            | 18           | 12           | 28     | 18     | 6      | 4      | 53     | 26     | +27 |

### Andamento in campionato
| Giornata  | 1 | 2 | 3 | 4 | 5 | 6 | 7 | 8 | 9 | 10 | 11 | 12 | 13 | 14 | 15 | 16 | 17 | 18 | 19 | 20 | 21 | 22 | 23 | 24 | 25 | 26 |
| --------- | - | - | - | - | - | - | - | - | - | -- | -- | -- | -- | -- | -- | -- | -- | -- | -- | -- | -- | -- | -- | -- | -- | -- |
| Luogo     | C | T | T | C | T | C | T | C | T | C  | T  | C  | T  | T  | C  | C  | T  | C  | T  | C  | T  | C  | T  | C  | T  | C  |
| Risultato | N | V | V | V | P | V | P | V | N | V  | V  | V  | V  | P  | V  | V  | V  | V  | N  | V  | N  | V  | V  | V  | N  | V  |
| Posizione | 5 | 1 | 1 | 1 | 2 | 3 | 5 | 2 | 1 | 2  | 2  |    |    |    |    |    |    | 1  | 1  | 1  | 1  | 1  | 1  | 1  | 2  | 2  |

Legenda:

Luogo: C = Casa; T = Trasferta. Risultato: V = Vittoria; N = Pareggio; P = Sconfitta.

### Statistiche delle giocatrici
| Giocatore        | Serie B  | Serie B | Serie B     | Serie B    | Coppa Italia | Coppa Italia | Coppa Italia | Coppa Italia | Totale   | Totale | Totale      | Totale     |
| Giocatore        | Presenze | Reti    | Ammonizioni | Espulsioni | Presenze     | Reti         | Ammonizioni  | Espulsioni   | Presenze | Reti   | Ammonizioni | Espulsioni |
| ---------------- | -------- | ------- | ----------- | ---------- | ------------ | ------------ | ------------ | ------------ | -------- | ------ | ----------- | ---------- |
| L. Angoli        | 1        | 0       | 0           | 0          | -            | -            | -            | -            | 1        | 0      | 0           | 0          |
| G. Asta          | 25       | 2       | 0           | 0          | 2            | 0            | 0            | 0            | 27       | 2      | 0           | 0          |
| R. Ballabio      | 0        | 0       | 1           | 0          | 0            | 0            | 0            | 0            | 0        | 0      | 1           | 0          |
| C. Barcella      | 23       | 0       | 2           | 0          | 2            | 0            | 0            | 0            | 25       | 0      | 2           | 0          |
| G. Bianchi       | 22       | 0       | 2           | 0          | 2            | 0            | 0            | 0            | 24       | 0      | 2           | 0          |
| V. Brayda        | 25       | 6       | 2           | 0          | 2            | 0            | 0            | 0            | 27       | 6      | 2           | 0          |
| L. Cannobbio     | 0        | 0       | 0           | 0          | 0            | 0            | 0            | 0            | 0        | 0      | 0           | 0          |
| G. Farina        | 17       | 0       | 2           | 0          | 1            | 0            | 0            | 0            | 18       | 0      | 2           | 0          |
| E. Galbiati      | 22       | 1       | 0           | 0          | 2            | 0            | 0            | 0            | 24       | 1      | 0           | 0          |
| L. Ghisi         | 25       | 2       | 4           | 0          | 2            | 0            | 1            | 0            | 27       | 2      | 5           | 0          |
| J. Hjohlman      | 20       | 3       | 0           | 0          | 2            | 0            | 0            | 0            | 22       | 3      | 0           | 0          |
| L. Lonni         | 26       | -23     | 0           | 0          | 2            | -3           | 0            | 0            | 28       | -26    | 0           | 0          |
| G. Lumina        | 0        | 0       | 0           | 0          | -            | -            | -            | -            | 0        | 0      | 0           | 0          |
| S. Magri         | 26       | 2       | 1           | 0          | 1            | 0            | 0            | 0            | 27       | 2      | 1           | 0          |
| B. Maroni        | 10       | 0       | 0           | 0          | 1            | 0            | 0            | 0            | 11       | 0      | 0           | 0          |
| C. Merli         | 24       | 8       | 4           | 0          | 1            | 0            | 0            | 0            | 25       | 8      | 4           | 0          |
| L. Merli         | 24       | 19      | 2           | 0          | 2            | 1            | 0            | 0            | 26       | 20     | 2           | 0          |
| S. Monaci        | -        | -       | -           | -          | -            | -            | -            | -            | -        | -      | -           | -          |
| I. Olivini       | -        | -       | -           | -          | -            | -            | -            | -            | -        | -      | -           | -          |
| S. Pasquali      | 17       | 5       | 0           | 0          | 1            | 0            | 0            | 0            | 18       | 5      | 0           | 0          |
| G. Pellegrinelli | 5        | 0       | 0           | 0          | 0            | 0            | 0            | 0            | 5        | 0      | 0           | 0          |
| L. Perin         | 25       | 0       | 2           | 0          | 1            | 0            | 0            | 0            | 26       | 0      | 2           | 0          |
| M. Porcarelli    | 13       | 2       | 0           | 0          | -            | -            | -            | -            | 13       | 2      | 0           | 0          |
| C. Saggion       | 5        | 1       | 2           | 0          | 1            | 0            | 0            | 0            | 6        | 1      | 2           | 0          |
| C. Tengattini    | 5        | 0       | 0           | 0          | 2            | 0            | 0            | 0            | 7        | 0      | 0           | 0          |
| C. Viscardi      | 25       | 0       | 4           | 0          | 2            | 0            | 1            | 0            | 27       | 0      | 5           | 0          |